# 100円橋
100円橋（ひゃくえんばし）とは、有料道路となっている橋で、通行料金が普通車の場合で100円である橋の俗称である。

## 現在100円橋である橋
- 新木津川橋（京都府）: 京奈和自動車道 城陽IC（城陽市）-田辺北IC（京田辺市）間に架かる橋。「100円橋」は地元のタクシー運転手たちから広まった呼び名[2]。
- 鳥飼仁和寺大橋（大阪府）: 寝屋川市と摂津市を結ぶ有料道路。
- 海田大橋（広島県）: 坂町と広島市南区を結ぶ広島港の臨海道路（広島高速2号線・3号線と接続）。
- 女神大橋（長崎県）: 長崎市の長崎港港口に架かる斜張橋。
- 新西海橋（長崎県）:

佐世保市針尾島と西海市を結ぶ伊ノ浦瀬戸（針尾瀬戸）に架かる橋。西海パールライン有料道路 小迎IC-針尾IC間にありこの区間のみの通行で100円となっている。
など

### 軽自動車が現在100円橋である橋
- 新見沼大橋（埼玉県）
- 五輪大橋（長野県）
- 琵琶湖大橋（滋賀県）

## 過去に100円橋だった橋
| - 青森中央大橋（青森県） - 鰐川橋（茨城県）（軽自動車のみ） - 運河大橋（千葉県）（軽自動車のみ） - 婦中大橋（富山県） - 川北大橋（石川県） - 遠州大橋（静岡県） - 島大橋（岐阜県） - 菅原城北大橋（大阪府） | - なみはや大橋（大阪府） - 紀の川河口大橋（和歌山県） - 尾道大橋（広島県）（軽自動車のみ） - 末広大橋（徳島県）（軽自動車のみ） - 若戸大橋（福岡県） - 平戸大橋（長崎県） - 矢上大橋（長崎県） - 大在大橋（大分県） など |